# Feng Keng
Feng Keng (xinès tradicional: 馮鏗, pinyin: Féng Kēng), també coneguda com a Ling Mei (xinès tradicional: 岭梅, pinyin: Lǐng Méi; Chao'an, Chaozhou, Guangdong, 10 d'octubre de 1907 - 7 de febrer de 1931) va ser una poetessa i autora xinesa. Filla d'una professora, se la coneix com una dels Cinc Màrtirs de la Lliga d'Escriptors d'Esquerres arran de la seua execusió el 1931 al centre de detenció de Longhua.
Quan la revista Fòrum de la Xina va informar de la seua execució, també va publicar poemes i històries escrits per quatre dels assassinats, sent Keng una de les autores representades.

## Biografia
Provinent d'una família humil de professors, el 1925 comença a publicar els primers escrits, de caràcter líric. El 1926 es gradua, ensenyant a escoles rurals. El 1929 es muda a Xangai i entra al Partit Comunista per mediació de Du Guoxiang, i un any després ho fa a la Lliga d'escriptors esquerrans.
El 7 de febrer és executada juntament amb diversos detinguts esquerrans, formant part alhora dels Cinc Màrtirs de la Lliga d'Escriptors d'Esquerres i dels Vint-i-Quatre Màrtirs de Longhua, centre de detenció a Xangai on fou executada juntament amb la seua parella, Rou Shi. La seua obra roman quasi inèdita fins que el 1986 es publica un recull, Chongxin Qilai.

## Galeria

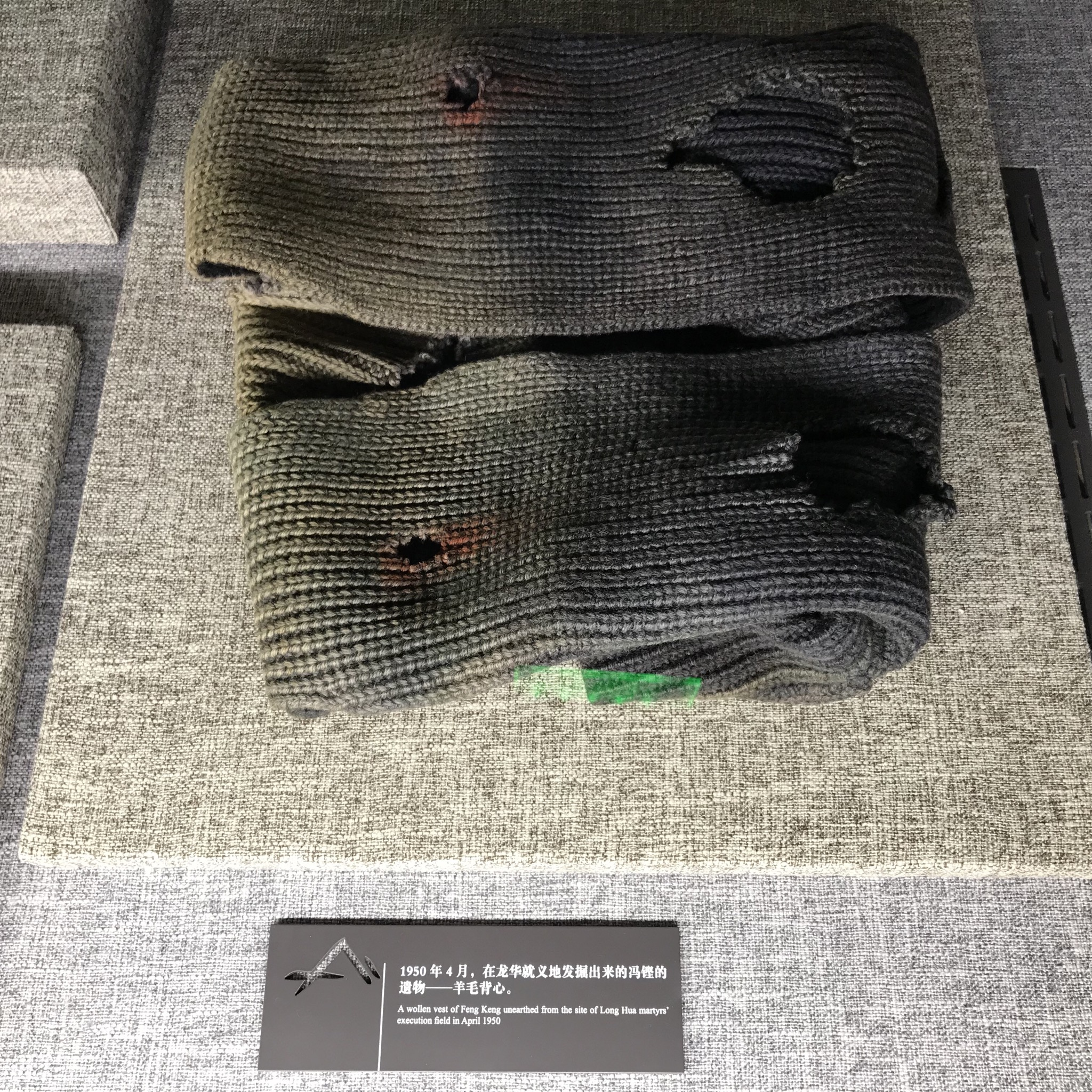
Vestit de Feng Keng, desenterrat a Longhua el 1950.
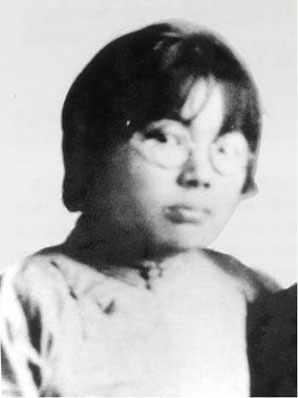
Retrat de Feng Keng.